# Georges Kahhalé Zouhaïraty
Georges Kahhalé Zouhaïraty – duchowny melchicki, w latach 1996–2019 egzarcha apostolski Wenezueli. Sakry udzielił mu Grzegorz III Laham.